# Stazione di Nadachi
La stazione di Nadachi (名立駅?, Nadachi-eki) è una fermata ferroviaria della città di Jōetsu della prefettura di Niigata, in Giappone, situata nel distretto di Nadachi-ku.

## Linee
JR West
■ Linea principale Hokuriku

## Struttura
La fermata si trova a poca distanza dall'imbocco del tunnel Kubiki, ed è realizzata su viadotto. Il fabbricato viaggiatori possiede una sala d'attesa e un distributore automatico di biglietti. Sono presenti due marciapiedi laterali e due binari passanti.
| 1 | ■ Linea principale Hokuriku | per Naoetsu                     |
| 2 | ■ Linea principale Hokuriku | per Itoigawa, Toyama e Kanazawa |

## Stazioni adiacenti
| 《                        | Servizio                  | 》                        |
| Linea principale Hokuriku | Linea principale Hokuriku | Linea principale Hokuriku |
| ------------------------- | ------------------------- | ------------------------- |
| Tsutsuishi                | -                         | Arimagawa                 |